# Штекли, Альфред Энгельбертович
Альфре́д Энгельбе́ртович Ште́кли (29 июля 1924, Москва — 2010) — советский и российский историк, доктор исторических наук (1978), главный научный сотрудник Института всеобщей истории РАН, автор работ по истории научной и философской мысли. Крупный специалист по утопическому социализму — ранним теориям справедливого общественного устройства, которые марксистская традиция рассматривала как своих предшественников.

## Биография
По национальности — швейцарец. Окончил исторический факультет МГУ, печатался с 1949 года. В юности был репрессирован по политическим мотивам, несколько лет был узником ГУЛАГа. После освобождения плодотворно занимался научной работой. В 1964 году получил степень кандидата исторических наук за книгу о Галилее, а в 1978 году — степень доктора исторических наук за монографию «„Город солнца“. Утопия и наука».